# Ewelina Nurczyńska-Fidelska
Ewelina Maria Nurczyńska-Fidelska (z domu Rupf) (ur. 11 sierpnia 1938 w Łodzi, zm. 28 kwietnia 2016 tamże) – polska historyk filmu, profesor nauk humanistycznych.
W 1960 ukończyła studia na Wydziale Filologii Polskiej Uniwersytetu Łódzkiego, a następnie przez sześć lat pracowała w szkole średniej jako nauczycielka języka polskiego. W 1966 przeprowadziła się do Warszawy, gdzie została asystentem w Instytucie Sztuki PAN w Warszawie, pracowała pod kierunkiem prof. Jerzego Toeplitza, a następnie prof. Aleksandra Jackiewicza. W 1969 powróciła do Łodzi i rozpoczęła pracę w Zakładzie Wiedzy o Filmie Uniwersytetu Łódzkiego. W 1975 na Uniwersytecie Śląskim uzyskała stopień doktora nauk humanistycznych, a w 1989 na Uniwersytecie Wrocławskim stopień doktora habilitowanego.
Profesor nauk humanistycznych. Wykładowca na Uniwersytecie Łódzkim. Autorka monografii, rozpraw, szkiców i esejów o filmie polskim oraz książek z zakresu edukacji filmowej. Laureatka Nagrody Polskiego Instytutu Sztuki Filmowej w kategorii krytyka filmowa za rok 2010.

## Członkostwo
- Komitet Nauk o Sztuce PAN,
- Polskie Towarzystwo Filmu Naukowego,
- Łódzkie Towarzystwo Naukowe
- Stowarzyszenie Filmowców Polskich,
- Polskie Towarzystwo Badań nad Filmem i Mediami.

## Książki
monografie:
- Andrzej Munk (Wydawnictwo Literackie, Kraków 1982)
- Polska klasyka literacka według Andrzeja Wajdy (Wydawnictwo Śląsk, Katowice 1998)
- Czas i przesłona. O Filipie Bajonie i jego twórczości (Wydawnictwo Rabid, Kraków 2003)

edukacja filmowa:
- Edukacja filmowa na tle kultury literackiej (Wydawnictwo Uniwersytetu Łódzkiego, Łódź 1989)
- Film w szkolnej edukacji humanistycznej (Wydawnictwo Naukowe PWN, Warszawa−Łódź 1993)